# Замок Ирмельсхаузен
Замок Ирмельсхаузен (нем. Schloss Irmelshausen) — замок в Германии, расположенный в одноименном селе общины Хёххайм, Нижняя Франкония (земля Бавария).

## Исторический обзор

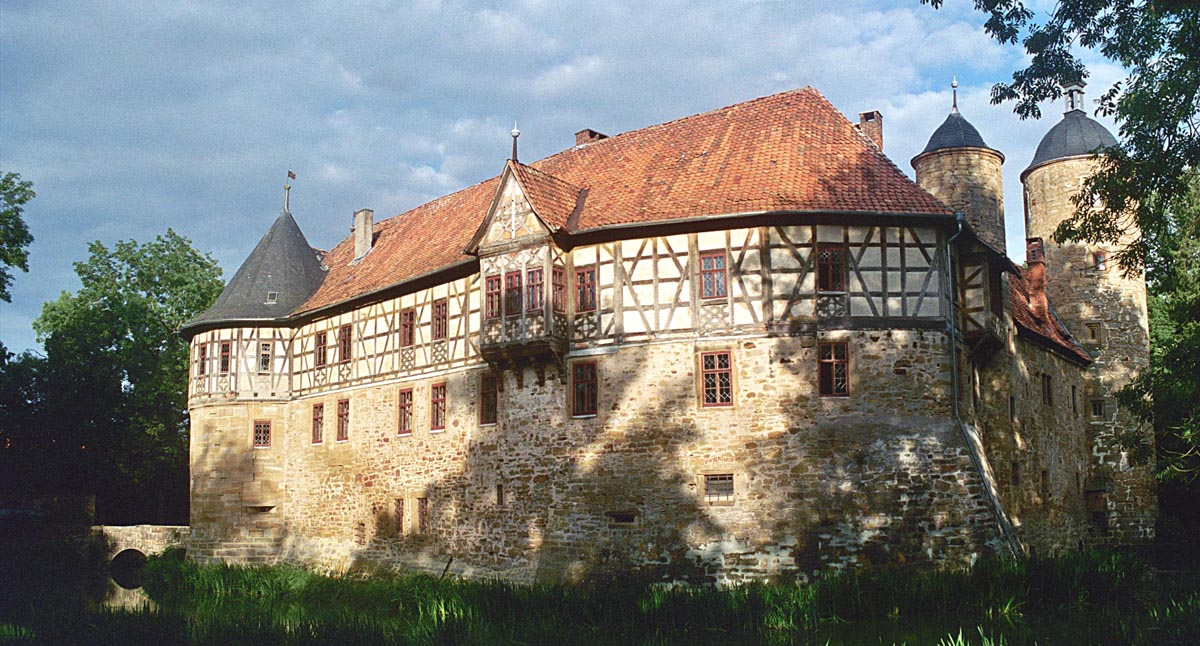
Современный вид замка

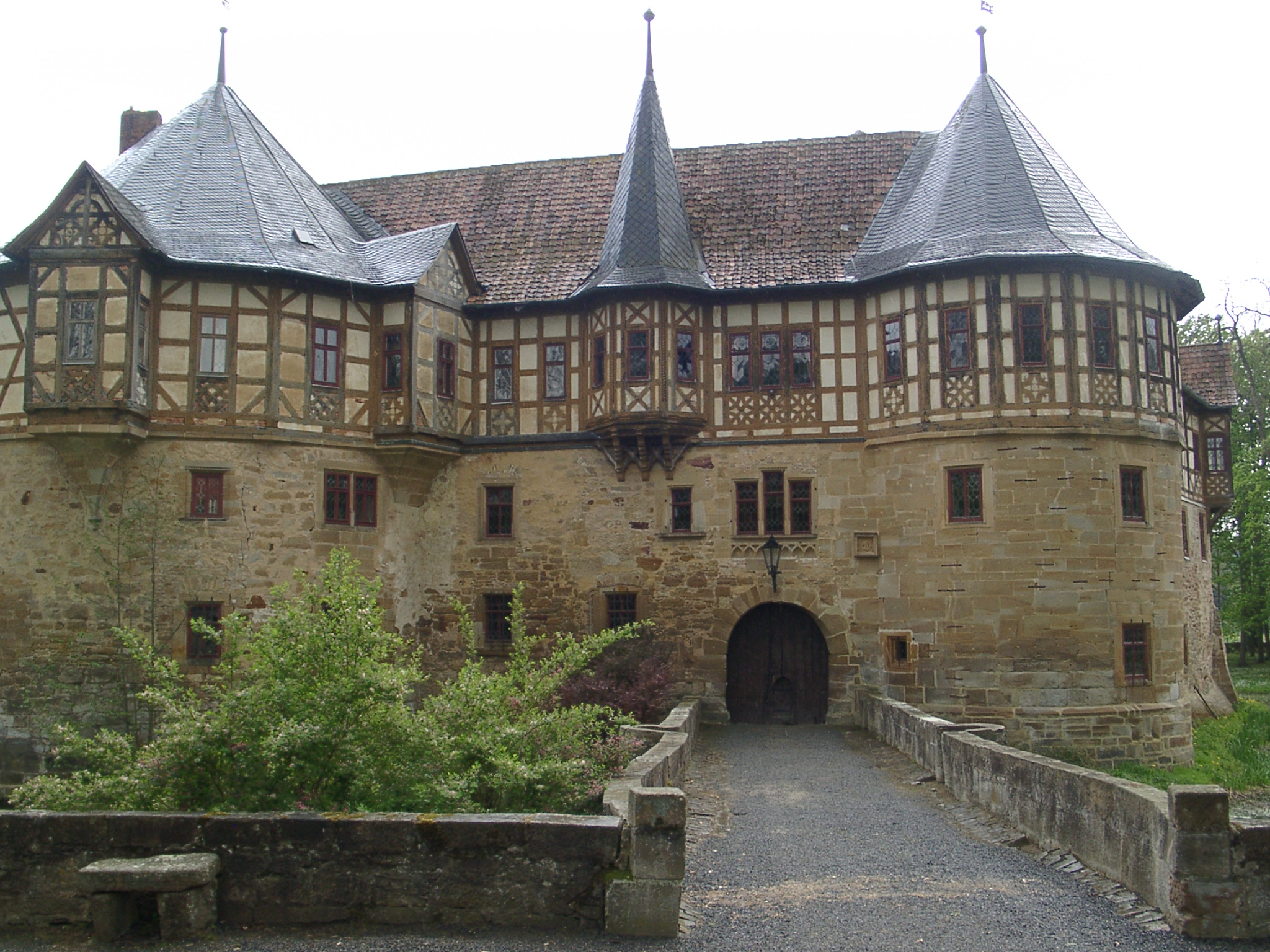
Вход

Впервые Ирмельсхаузен упоминается в 800 году, когда Эмхильд, игуменья монастыря в Мильце и родственница Карла Великого, передала село графству Геннеберг. В 1354 году село перешло к епископству Вюрцбурга. В 1376 году замок приобрел Бертольд фон Бибра, сделав его резиденцией своего семейства.
В 1854 году замок был значительно реконструирован.
До XX в. в Ирмельсхаузене хранился семейный архив, который был перенесен сюда во время крестьянских восстаний XVI века. Замку удалось избежать разрушений в Крестьянской войне 1525 года и Тридцатилетней войне 1618—1648 годов, во время которых большинство окружающих замков были захвачены.
По преданию, впервые враг (полковник 106-го американского кавалерийского полка) переступил порог замка 8 мая 1945 года во время Второй мировой войны.
В замке находится семейное кладбище, на котором похоронен основатель рода, Ханс фон Бибра (1547—1581).